# Мунтян Георгій Захарович
Георгій Захарович Мунтян (нар. 6 квітня 1940, село Воля, тепер Арбузинського району Миколаївської області) — український радянський діяч, бригадир монтажників домобудівного комбінату тресту «Миколаївжитлобуд» Миколаївської області. Депутат Верховної Ради УРСР 8-9-го скликань.

## Біографія
Народився у родині робітника.
Закінчив у 1959 році середню школу і почав працювати робітником радгоспу «Феодосійський» Кримської області.
У 1960 — 1964 р. — муляр, монтажник будівельного управління тресту «Миколаївбуд».
Освіта середня спеціальна. Закінчив будівельний технікум.
Член КПРС з 1964 року.
З 1964 р. — монтажник, бригадир монтажників домобудівного комбінату імені 50-річчя СРСР тресту «Миколаївжитлобуд» Миколаївської області. Вісім місяців працював на відбудові міста Ташкенту у складі Одеського будівельно-монтажного поїзда.
Потім — на пенсії у місті Миколаєві Миколаївської області.

## Нагороди
- ордени
- медалі